# Richard Carrier
Richard Cevantis Carrier (1 de diciembre de 1969) es un historiador, autor y activista estadounidense, cuyo trabajo se centra en el naturalismo, el ateísmo y la historicidad de Jesús.
Como colaborador desde hace mucho tiempo en sitios web filosóficos autopublicados, incluidos The Secular Web y Freethought Blogs, Carrier ha publicado varios libros y artículos sobre filosofía y religión en la Antigüedad clásica, discutiendo el desarrollo del cristianismo primitivo desde un punto de vista escéptico, y sobre religión y moralidad en el mundo moderno. Así mismo, ha debatido públicamente con varios eruditos religiosos sobre la base histórica de la Biblia y el cristianismo.
Es un destacado defensor de la teoría del mito de Jesús, según la cual el Jesús de Nazaret histórico es esencialmente un personaje ficticio. En 2014, Carrier publicó On the Historicity of Jesus: Why We Might Have Reason for Doubt, un libro revisado por pares donde investiga los orígenes del cristianismo y la evidencia de Jesús, examinando las razones para sospechar de su existencia, siendo más plausible que Jesús fue un personaje inventado. Es conocido también por usar el teorema de Bayes y la probabilidad bayesiana para demostrar que no hay pruebas suficientes para creer en la historicidad de Jesús. La metodología y las conclusiones de Carrier en este campo han resultado controvertidas y poco convincentes para varios especialistas en el campo, y sus teorías a menudo se identifican como "marginales".

## Obras escogidas

### Artículos escogidos
- "Do Religious Life and Critical Thought Need Each Other? A Reply to William Reinsmith." Inquiry: Critical Thinking Across the Disciplines 16.1 (1996): 67–75.
- "The Guarded Tomb of Jesus and Daniel in the Lion's Den: An Argument for the Plausibility of Theft". Journal of Higher Criticism 8.2 (2001).
- "Pseudohistory in Jerry Vardaman's Magic Coins: The Nonsense of Micrographic Letters". Skeptical Inquirer 26.2 (March–April 2002) and 26.4 (2002).
- "The Function of the Historian in Society". The History Teacher 35.4 (2002).
- "Hitler's Table Talk: Troubling Finds". German Studies Review 26.3 (2003).
- "Critical Review of Victor Reppert’s Defense of the Argument from Reason". Internet Infidels (2004).
- "The Spiritual Body of Christ and the Legend of the Empty Tomb." The Empty Tomb: Jesus Beyond the Grave, ed. por Robert M. Price & Jeffery Jay Lowder (Prometheus 2005): 105–232.
- "Whence Christianity? A Meta-Theory for the Origins of Christianity". Journal of Higher Criticism 11.1 (2005).
- "Fatal Flaws in Michael Almeida's Alleged 'Defeat' of Rowe's New Evidential Argument from Evil". Philo 10.1 (2007).
- "On Defining Naturalism as a Worldview". Free Inquiry 30.3 (2010).
- "Thallus and the Darkness at Christ's Death". Journal of Greco-Roman Christianity and Judaism 8 (2011–2012).
- "Origen, Eusebius, and the Accidental Interpolation in Josephus, Jewish Antiquities 20.200". Journal of Early Christian Studies 20.4 (2012).
- "The Prospect of a Christian Interpolation in Tacitus, Annals 15.44". Vigiliae Christianae 68 (2014).

### Libros y capítulos escogidos
- Entradas en "Epicuro", "Lucrecio", "Filodemo", "Segunda sofística", y "Sorano de Éfeso" en Encyclopedia of the Ancient World (editado por Thomas J. Sienkewicz). Salem Press (2002). ISBN 0-89356-038-3.
- Sense and Goodness without God: A Defense of Metaphysical Naturalism. AuthorHouse (2005) ISBN 1-4208-0293-3.
- Capítulos: "The Spiritual Body of Christ and the Legend of the Empty Tomb", "The Plausibility of Theft", "The Burial of Jesus in Light of Jewish Law". En The Empty Tomb: Jesus Beyond The Grave (editado por Robert M. Price y Jeffery Jay Lowder) Prometheus Books (2005) ISBN 1-59102-286-X
- "Abortion Cannot be Regarded as Immoral". En The Abortion Controversy (editado por Lucinda Almond) Greenhaven Press (2007) ISBN 0-7377-3274-1.
- Not the Impossible Faith, Why Christianity Didn't Need a Miracle to Succeed Lulu.com (2009) ISBN 978-0-557-04464-1
- Capítulos: "Bayes's Theorem for Beginners: Formal Logic and Its Relevance to Historical Method", en Sources of the Jesus Tradition: Separating History from Myth ed. R. Joseph Hoffmann (Amherst, NY: Prometheus Books 2010).
- Capítulos: "Why the resurrection is unbelievable", "Christianity was not responsible for modern science" en The Christian Delusion editado por John W. Loftus (Amherst, NY: Prometheus Books 2010) ISBN 978-1-61614-168-4.
- Why I Am Not a Christian: Four Conclusive Reasons to Reject the Faith  (Philosophy Press, 2011) ISBN 978-1-45658-885-4
- Capítulos: "Christianity's success was not incredible", "Neither life nor the universe appear intelligently designed", "Moral facts naturally exist (and science could find them)" en The End of Christianity editado por John W. Loftus (Amherst, NY: Prometheus Books 2011) ISBN 978-1-61614-413-5.
- Proving History: Bayes's Theorem and the Quest for the Historical Jesus  (Amherst, NY: Prometheus Books, 2012) ISBN 978-1-61614-559-0
- Capítulo: "How Not to Defend Historicity", en Bart Ehrman and the Quest of the Historical Jesus of Nazareth, (Cranford, NJ: American Atheist Press 2013) ISBN 978-1578840199
- On the Historicity of Jesus: Why We Might Have Reason for Doubt  (Sheffield Phoenix Press, 2014) ISBN 978-1-909697-49-2 ISBN 978-1-909697-35-5
- Hitler Homer Bible Christ: The Historical Papers of Richard Carrier 1995–2013  (Richmond, CA: Philosophy Press, 2014) ISBN 978-1-49356-712-6
- The Scientist in the Early Roman Empire. (Pitchstone Publishing. 2017). ISBN 978-1-63431-106-9.
- Capítulos: "A Path of Secular Reason", "A skeptical's Analysis" en Stecher, Carl; Blomberg, Craig L. (2019). Resurrection: Faith or Fact?: A Scholars' Debate Between a Skeptic and a Christian. Pitchstone Publishing (US&CA). ISBN 978-1-63431-175-5.
- Jesus from Outer Space: What the Earliest Christians Really Believed about Christ. (Pitchstone Publishing (US&CA). 2020). ISBN 978-1-63431-208-0.